# やさしい花 (奥華子の曲)
「やさしい花」（やさしいはな）は、奥華子の1枚目のシングル。2005年7月27日にポニーキャニオンから発売された。

## 解説
自身のメジャーデビュー作品。
後に、4枚目のシングル「ガーネット」がアニメ映画『時をかける少女』の主題歌に起用されるが、当時映画の主題歌となる歌声を探していた細田守監督が、偶然スタッフの一人から聞かされた曲が本作品中の「やさしい花」で、一聴して歌声に惚れ込んだことから、主題歌を依頼することとなった、というエピソードがある。
2曲目の「夕立」は、LiveDVD・インディーズ盤には未収録で、2012年10月リリースのベストアルバム『奥華子BEST -My Letters-』がアルバム初収録となる。

## 収録曲
（全作詞・作曲：奥華子）
1. やさしい花 [5:12]
編曲：上杉洋史
  - JA共済 介助犬CFイメージソング
2. 夕立 [3:52]
編曲：上杉洋史
3. やさしい花（ピアノ弾き語り）[5:30]
編曲：奥華子